# Liste der Mitglieder der Deutschen Akademie der Naturforscher Leopoldina/1811
Die Liste der Mitglieder der Deutschen Akademie der Naturforscher Leopoldina für 1811 enthält alle Personen, die im Jahr 1811 zum Mitglied ernannt wurden. Insgesamt gab es ein gewähltes Mitglied.

## Mitglieder
| Nr.   | Name                        | Beiname | Geboren      | Aufnahme | Gestorben    | Bild                        | Datenbank                   |
| ----- | --------------------------- | ------- | ------------ | -------- | ------------ | --------------------------- | --------------------------- |
| 1038a | Johann Gottfried Langermann |         | 8. Aug. 1768 | 1. Jan.  | 5. Sep. 1832 | Johann Gottfried Langermann | Johann Gottfried Langermann |